# Хлысталово
Хлысталово — деревня в Юрьянском районе Кировской области. 

## Население
| 2010 |
| ---- |
| 0    |